# Leucophenga grossipalpis
Leucophenga grossipalpis är en tvåvingeart som först beskrevs av Lamb 1914.  Leucophenga grossipalpis ingår i släktet Leucophenga och familjen daggflugor.
Artens utbredningsområde är Seychellerna. Inga underarter finns listade i Catalogue of Life.